# Samho Dream
Die Samho Dream ist ein mittlerweile unter dem Namen Skopelos fahrender VLCC-Doppelhüllen-Rohöltanker.

## Geschichte
Das Schiff wurde unter der Baunummer 1136 auf der Werft Hyundai Samho Heavy Industries in Samho, Südkorea, gebaut. Es ist eines von einer größeren Serie auf dem gleichen Entwurf basierender Tanker. Das Schiff wurde im Dezember 2002 an Oriental International abgeliefert und unter der Flagge Liberias als World Progress in Dienst gestellt. 2004 wurde das Schiff an die Oriole Holding Incorporated veräußert und fuhr bis 2008 als Neptune unter panamaischer Flagge. Anschließend kam das Schiff zur Samho Shipping Company, die es unter der Flagge der Marshallinseln als Samho Dream betrieb.
Infolge der Schifffahrtskrise und Piratenangriffen auf die Samho Dream im April 2010 sowie die Samho Jewelry im Januar 2011 geriet die Reederei in finanzielle Schwierigkeiten. Das Unternehmen wurde 2012 aufgelöst. Die Samho Dream, die mehrere Monate in Dubai auflag, wurde im Januar 2012 an Aeolos Management verkauft und als Skopelos unter der Flagge Maltas wieder in Fahrt gebracht.

### Piratenangriff im April 2010
Somalische Piraten kaperten das Schiff am 4. April 2010 im Indischen Ozean rund 600 Seemeilen östlich von Somalia. An Bord befanden sich 24 Seeleute, fünf Südkoreaner und 19 Filipinos. Das Schiff befand sich mit einer Ladung Erdöl des US-amerikanischen Ölkonzerns Valero Energy Corp im Wert von 170 Millionen US-Dollar auf der Reise vom Irak in die Vereinigten Staaten.
Südkorea entsandte einen Zerstörer, der sich im Rahmen der multinationalen Militäroperation gegen die Piraterie im Golf von Aden befand, in das betreffende Seegebiet. Der Zerstörer erreichte die Samho Dream am 6. April, griff aber aufgrund des Risikos für die Schiffsbesatzung, die sich in der Gewalt der Piraten befand, nicht ein. Am 7. April erreichte der Tanker die somalische Küste vor Hobyo.
Die Piraten forderten zunächst ein Lösegeld von 20 Millionen US-Dollar für die Freilassung von Schiff und Besatzung. Sie drohten damit, den Tanker zu sprengen, sollte mit militärischen Mitteln versucht werden, das Schiff zu befreien.
Das Schiff samt seiner 24-köpfigen Besatzung wurde am 6. November 2010 gegen Zahlung von 9,5 Millionen US-Dollar freigelassen, das bis dahin höchste gezahlte Lösegeld.
Befürchtungen, der Tanker könnte als Basis für weitere Angriffe der Piraten auf Handelsschiffe genutzt worden sein, wurden nach der Freilassung von Besatzungsmitgliedern des Schiffes bestätigt.

## Technische Daten
Das Schiff wird von einem MAN-B&W-Dieselmotor (Typ: 6S90MC-C) mit 29.346 kW Leistung angetrieben. Der Sechszylindermotor wurde von Hyundai Heavy Industries in Lizenz gebaut. Er wirkt auf einen Festpropeller. Das Schiff erreicht damit eine Geschwindigkeit von rund 16 kn.
Die Decksaufbauten befinden sich im hinteren Bereich des Schiffes. Das Schiff ist mit für Schiffe dieser Breite typischen, weit vom relativ schmalen Deckshaus abgesetzten Nocken ausgerüstet. Vor den Decksaufbauten befinden sich die Laderäume mit insgesamt 15 Ladungstanks. Im Mittschiffsbereich befindet sich auf jeder Seite ein Manifold für den Ladungsumschlag, die jeweils mit einem Kran für die Schlauchübernahme ausgerüstet sind.